# Kerceréce
A kerceréce (Bucephala clangula) a lúdalakúak rendjébe, ezen belül a récefélék (Anatidae) családjába tartozó faj.

## Előfordulása
Kanadán, az Amerikai Egyesült Államok északi részén, Skandinávián keresztül, Oroszország északi részéig költ, de szigetszerűen megtalálható a szárazföld tavainál is. Rövidtávú vonuló.

### Kárpát-medencei előfordulása
Magyarországon rendszeres téli vendég. Hazai fészkelését először 2002-ben bizonyították, amikor Sajóörös határában figyeltek meg egy fiókáit vezető tojó kercerécét. 

## Alfajai
- Bucephala clangula clangula – Eurázsia
- Bucephala clangula americana – Kanada, USA

## Megjelenése
Testhossza 42–50 centiméter, a szárnyfesztávolsága 65–80 centiméter, testtömege pedig 650–1200 gramm. A tojó kicsit kisebb, mint a hím. A gácsér nászruhája fekete és fehér, a fejtető tollai üstökszerűen megnyúltak. Csőre mögött jellegzetes fehér folt található. A tojó világosabb színezetű.
|  |  |  |

## Életmódja
Tápláléka főként állati eredetű, rovarokkal és azok lárváival, puhatestűekkel és rákokkal táplálkozik. Táplálékát, akár 8 méteres mélységben, kövek alatt keresgéli.

## Szaporodás
Költésre lehetőleg vízközeli odvas fát választ. A fészekalj 6-11 tojásból áll, melyen 30 napig kotlik. A fiókák 60 nap múlva válnak önállókká.
|  |  |